# Nister (rivière)
Le Nister est une rivière située dans le sud-ouest de l'Allemagne qui prend sa source dans le Westerwald près de Willingen. Longue d'environ 64 km, elle coule en direction de la rivière Sieg dans laquelle est se jette dans les environs de Wissen en passant à travers les municipalités de Bad Marienberg (Westerwald) et de Hachenburg.